# Sárkány-lyuk-völgyi 2. sz. üreg
A Sárkány-lyuk-völgyi 2. sz. üreg a Duna–Ipoly Nemzeti Parkban található Vértes hegységben, Gánton lévő egyik barlang.

## Leírás
Gánt külterületén, erdőben helyezkedik el a barlang. Megközelíthető a Véreskozmáról a Fáni-völgybe vezető műút mellett (az út bal oldalán) lévő Hirczy-emlékműtől induló úton, melyen kb. 1300 m-t kell menni. A Sárkány-lyuk-völgy Ny-i oldalában, a Sárkány-lyuk-völgyi-odútól ÉÉK-re, 60 m-re, kb. 10 m-rel magasabban, közvetlenül a gerinc alatt, 315 m tszf. magasságban található a Sárkány-lyuk-völgyi 2. sz. üreg bejárata. Egy kis sziklatömb aljában, szúrós cserjékkel, csalánnal sűrűn benőtt bozótos irtáson van a barlangbejárat. A barlang bejárata 0,7 m széles, 0,3 m magas, természetes jellegű és háromszög alakú.
A triász dolomitban lévő barlang kifagyásos kőzetaprózódás miatt alakult ki. A barlangméretet éppen csak elérő, kicsi, lapos, jelentéktelen rókalyukszerű üregnek nincsenek képződményei. Kitöltése némi kőzettörmelék, por, talaj, melyben állati kaparás nyomai vannak. Minden bizonnyal kisemlős lakik benne. A nehezen járható (meredek) terepen megközelíthető, könnyen, utcai ruhában járható barlang megtekintéséhez nem szükséges engedély.
2003-ban volt először Sárkány-lyuk-völgyi 2. sz. üregnek nevezve a barlang az irodalmában. Előfordul a barlang az irodalmában Sárkány-lyuk-völgyi 2. sz. odú (Kordos 1984), Sárkány-lyuk-völgyi 2.sz. üreg (Alba Regia Barlangkutató Csoport 1979), Sárkánylyuk-völgyi-üreg (Egri 2003) és Sárkánylyuk-völgyi üreg (Béni, Viszló 1996) neveken is.

## Kutatástörténet
Az Alba Regia Barlangkutató Csoport által 1979-ben készített kézirat szerint a Sárkány-lyuk-völgyi 2.sz. üreg (S2) irodalomban eddig nem volt említve. A csoport a Sárkány-lyuk-völgyi-odú keresésekor bukkant rá. A Sárkány-lyuk-völgyi 2. sz. üreg Gánton (Fejér megye, Móri járás) helyezkedik el. A Sárkány-lyuk-völgyi-odútól ÉÉK-re, attól magasabban, kb. 50 m-re, kb. 310 m tszf. magasságban fekszik. Bejárata közvetlenül a völgyperemen, egy kis sziklatömb tövében van. A sziklatömb tetején egy nagy hársfatuskó található. Szolga Ferenc megtudja mutatni a csak kúszva járható üreget.
A vízszintes, rókalyukszerű üreg befoglaló kőzete triász vastagpados dolomit, melynek települése 345°/25°. Bejáratánál némi vízcsepegés és jégcsapok vannak. Kitöltése kőzetmálladék és szerves anyagú por. Réteglap és egy ferde hasadék mentén, kifagyás, mállás miatt jött létre az üreg. Bejárata egy kis sziklaeresz után beszűkül, majd oldalra kissé tágul, végéből pedig járhatatlan méretű lyukként folytatódik. Kb. 0,3 m vastag kitöltésébe állatok kapartak gödröket. Állat él a barlangban, melynek bejáratánál füvek és vérehulló fecskefű nő. A csak kataszteri jelentőségű kis üreg 2 m hosszú, 1,6 m széles és 0,8 m magas. A bejáratánál a legmagasabb. 1979. február 18-án végezte el a csoport a barlang felmérését és leírását.
A kéziratba bekerült a barlang alaprajz térképe, hosszmetszet térképe és 3 keresztszelvény térképe, illetve a bejárat rajza. A térképek és a rajz 1:100 méretarányban ábrázolják a barlangot. Az alaprajz térkép használatához a térképlapon jelölve van az É-i irány. Az alaprajz térképen látható a 3 keresztszelvény elhelyezkedése a barlangban. A térképek elkészítéséhez a barlangot Szolga Ferenc és Gönczöl Imréné mérték fel 1979. február 18-án. A térképeket a felmérés felhasználásával, 1979. február 23-án rajzolta Szolga Ferenc. A kéziratban látható a Fáni-völgy térképe (kb. 1:10.000 méretarány). A térképen jelölve van az É-i irány. A térképen megfigyelhető a Sárkány-lyuk-völgyi 2. sz. üreg (a térképen: S2) földrajzi elhelyezkedése. A kéziratban van egy olyan fénykép, amely szemlélteti a barlang földrajzi elhelyezkedését. A fényképet Zentai Ferenc készítette.
Az 1984-ben kiadott, Magyarország barlangjai című könyv országos barlanglistájában szerepel a Vértes hegység barlangjai között a barlang Sárkány-lyuk-völgyi 2. sz. odú néven. A listához kapcsolódóan látható a Dunazug-hegység barlangjainak földrajzi elhelyezkedését bemutató 1:500 000-es méretarányú térképen a barlang földrajzi elhelyezkedése. A Béni Kornél és Viszló Levente által írt, 1996-ban napvilágot látott könyvben szó van arról, hogy a Fáni-völgy térségének hasonló kifejlődésű, kis méretű barlangjai a Sárkánylyuk-völgyi üreg, a Sárkány-lyuk-völgyi-odú és a Lábasbükki-hasadékbarlang.
A barlang 2003. május 17-én, BTI kataszteri felvétel alapján készült nyilvántartólapja szerint a 4522-22 barlangkataszteri számú Sárkány-lyuk-völgyi 2. sz. üreg (Sárkánylyuk-völgyi-üreg) a Vértes hegységben lévő Gánton (Fejér megye) található. Az üreg bejáratának koordinátái (Trimble Geoexplorer 3): X: 604378, Y: 236228, Z: 315. Hegyoldalon lévő sziklakibúvásban, cserjésben van a barlang 0,7 m széles, 0,3 m magas, természetes jellegű, háromszög alakú bejárata. A részletesen felmért barlang 2 m hosszú, 0,8 m függőleges kiterjedésű, 0,8 m magas, 0 m mély és 2 m vízszintes kiterjedésű. Triász dolomitban húzódik az üreg. A barlang kialakulását előkészítette a rétegződés. Az üreg kifagyásos kőzetaprózódás miatt jött létre.
A sziklaodú térformájú barlang vízszintes aljzatú, és jellemző szelvénytípusa a szabálytalan. Szervetlen, helyben keletkezett törmelékkitöltése kőzettörmelékből áll. Talaj, humusz fordul elő benne. Az üregben kisemlős él. Tematikus feldolgozás: térkép, fénykép, kataszter, leírás. 1979-ben lett először említve a barlang az irodalomban (kataszteri felvétel). A gyakorlatilag érintetlen barlang aljzata taposott. A nehezen járható (meredek) terepen megközelíthető, könnyen, utcai ruhában járható barlang megtekintéséhez nem szükséges engedély. Illetékes természetvédelmi hatóság: Duna–Ipoly Nemzeti Park Igazgatóság. A barlang felszínének védettsége: Vértesi Tájvédelmi Körzet (19/1976. OTvH határozat). Nincs különösebb jelentősége az üregnek, melyet nem érdemes tovább kutatni. A barlang állapota az 1979-ben történt leíráshoz képest nem változott. Minden bizonnyal a jövőben sem veszélyezteti semmi a barlangot.